# Kalcerrytus nauticus
Kalcerrytus nauticus là một loài nhện trong họ Salticidae.
Loài này thuộc chi Kalcerrytus. Kalcerrytus nauticus được María Elena Galiano miêu tả năm 2000.